# Сарептская волость
Сарептская во́лость — административно-территориальная единица в составе Царицынского уезда Саратовской губернии, с 1919 года - Царицынской губернии. 
Волость состояла из одного Сарептского сельского общества, к которому относились немецкая колония Сарепта, хутора на Эргениевских горах Шёнбрун (Шенбурн) и Тепловодский
Волость располагалась в южной части Царицынского уезда по правой стороне Волги, на границе с Астраханской губернией. На рубеже XIX-XX веков волость занимала площадь в 15820 десятин удобной и неудобной и земли и граничила на северо-западе и западе с Отрадинской волостью Царицынского уезда, на северо-востоке омывалась рекой Волгой, на востоке и юге граничила с Астраханской губернией